# Renaixement Democràtic
Renaixement Democràtic (grec Δημοκρατική Αναγέννηση Dimokratiki Anagenissi) és un partit polític grec de caràcter populista fundat inicialment el 2004 per Stélios Papathemelis. Fou desactivat després que el seu líder es presentés a les eleccions legislatives gregues de 2004 amb Nova Democràcia i fou elegit diputat.
El partit fou reactivat el març de 2007. A les eleccions legislatives gregues de 2007 va cooperar amb la democràcia cristiana grega.